# Jacques Roulleaux-Dugage
Jacques Roulleaux-Dugage, né le 2 juin 1917 et mort le 12 août 1993, est un homme politique français.

## Biographie

### Jeunesse et études
Jacques Roulleaux-Dugage est le fils d'Henry, député de l'Orne, et appartient à une famille de notable locaux ayant compté plusieurs parlementaires et élus. Il est aussi le descendant de Beaumarchais, et cousin éloigné de Guy Mollet.
Après des études chez les dominicains de Villebon, puis au Lycée Janson de Sailly, il entre à l'école libre des sciences politiques. Il est titulaire d'un diplôme supérieur de droit public et d'économie politique.

### Parcours professionnel
Il exerce comme avocat de 1948 à 1985, au barreau de Paris.
Mobilisé au début de la Seconde Guerre mondiale, il est en Algérie, en route pour la Syrie, en juillet 1940. Il y sera un temps à Casablanca (Maroc) aide de camp du ministre Georges Mandel alors en mission à la suite de son embarquement à bord du Massilia. 
Prenant contact rapidement avec la représentation des États-Unis à Alger, il collabore à l'élaboration du plan de débarquement en Afrique du Nord, mais rentre en France avant sa réalisation. Installé dans le Jura depuis la fin 1942, il participe à la résistance intérieure, au sein du réseau Eleuthère, où il s'occupe essentiellement de renseignement.
Son action pendant la guerre lui vaut la légion d'honneur à titre militaire et la croix de guerre. Il aura par la suite de nombreuses autres décorations.
Son oncle, le député de droite Georges Roulleaux-Dugage étant inéligible, il est sollicité pour prendre à l'occasion de l'élection de la première assemblée constituante, en 1945, la tête d'une liste modérée qui obtient 17,2 % des voix, ce qui lui permet d'être élu.
Membre du groupe des Républicains indépendants, son action parlementaire aboutit notamment à la revalorisation de la situation des petits rentiers.
Elu conseiller général de l'Orne, dans le canton de Domfront, et maire de la petite commune de Rouellé, depuis 1945, il ne se représente pas en juin 1946 pour l'élection de la seconde constituante. En novembre, il figure en seconde position sur la liste menée par Philippe Monin, mais n'est pas élu.
Deux ans plus tard, il est élu par les députés membre de l'Assemblée de l'Union Française. Il y préside le petit groupe Paysan d'union sociale, qui est apparenté à celui des Républicains indépendants. Il y siège jusqu'en 1958, et en est vice-président en 1955, puis de 1957 à 1958.
Il participe à la création du CNI dont il est un des principaux animateurs départementaux, jusqu'à la fin des années 1960, et siège au comité directeur de ce parti en 1954.
En 1956, il se présente aux législatives sur la liste CNI menée par deux sortants, anciens du RPF, Paul Pelleray et Pierre Couinaud. Sa troisième position ne lui laisse cependant quasiment aucune chance d'être élu.
En 1958, il est candidat aux législatives dans la première circonscription de l'Orne, remportée par le sortant Louis Terrenoire, et tente de nouveau sa chance en 1962, sans plus de succès, bien qu'il obtienne un bon résultat (31,3 % des voix).
En 1962, il participe activement au lancement du nouveau bulletin du CNI, Le Journal des Indépendants, dont il possède des parts.
En 1973, cependant, il décide de ne pas se représenter aux cantonales et se retire de la vie politique. Il conserve son mandat de maire jusqu'à sa mort, en 1993. Son épouse, Colette, lui succède.
Aucun de ses enfants, cependant, ne reprend le flambeau. Il est donc le dernier parlementaire de sa lignée.

## Détail des fonctions et des mandats
Mandat parlementaire
- 21 octobre 1945 - 10 juin 1946 : Député de l'Orne

## Décoration
- Commandeur de l'Ordre de Saint-Grégoire-le-Grand (Vatican - 10 avril 1990)[2].